# Grafschaft (Friesland)

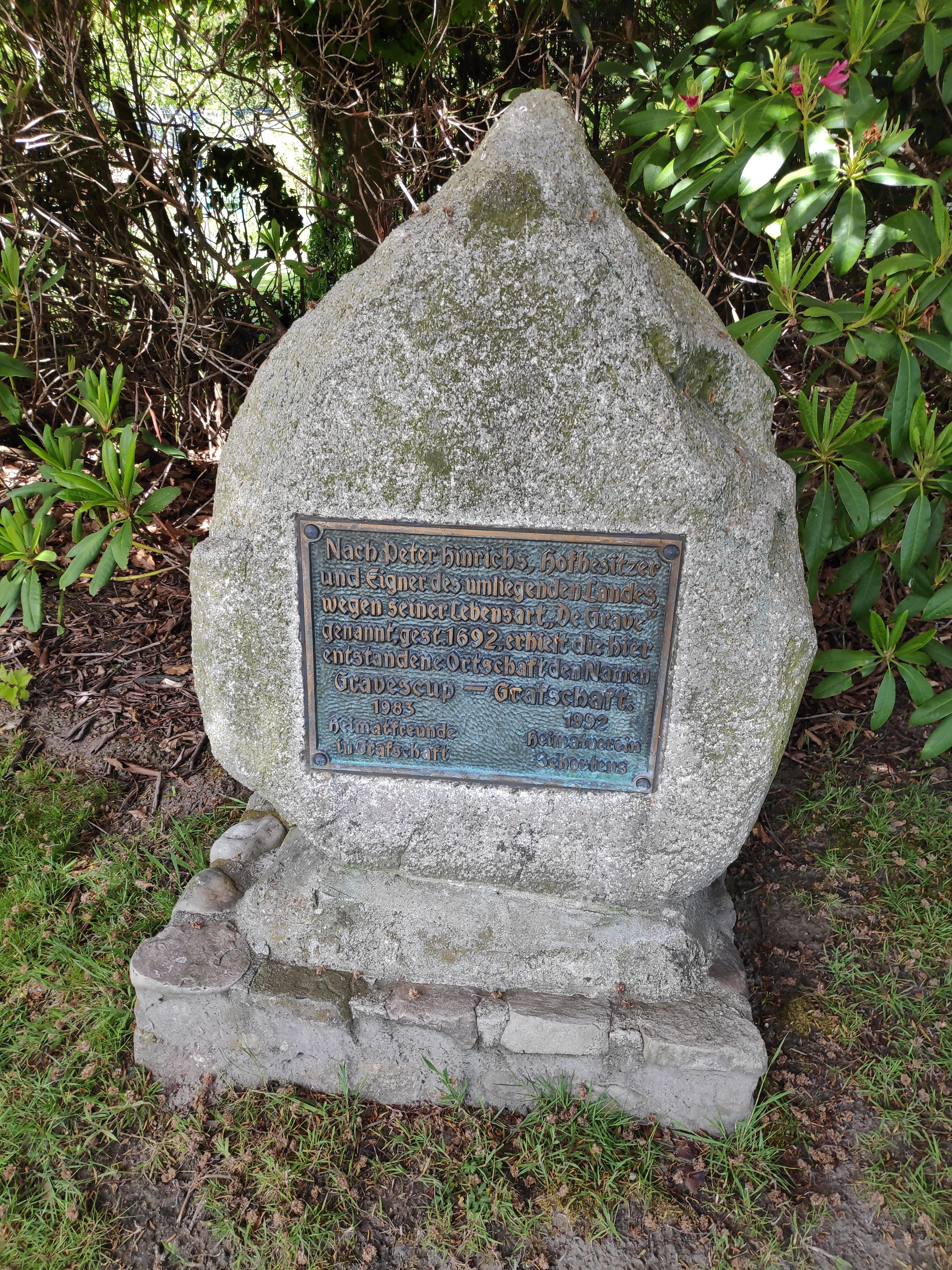
Denkmal für den Namensgeber von Grafschaft

Grafschaft ist ein Stadtteil der Stadt Schortens im Landkreis Friesland in Niedersachsen. Er hat etwa 1.700 Einwohner. Bis 1972 gehörte Grafschaft zur Gemeinde Sillenstede. Durch die damalige Gebietsreform wurden die Gemeinden Schortens und Sillenstede zur Gemeinde Schortens zusammengelegt. Schortens bekam im Jahr 2005 die Stadtrechte.

## Geschichte
Das heutige Dorf Grafschaft war früher das Landgut Barkel. Menschen siedelten sich hier an und später wohnte hier auch ein Mann namens Peter Hinrichs, der dort einen Bauernhof besaß, wo sich heute die Gerrit-Taddiken-Straße befindet. Peter Hinrichs nannte man auch Grave, von dem Wort Graf stammend, da er anscheinend sehr vornehm und edel lebte. Nach ihm wurden sowohl Grafschaft als auch die Peter-Grave-Straße im Ort benannt. Am Brunnen, der an der Sillensteder Straße liegt, wurde eine Gedenktafel für ihn errichtet. Der Brunnen wird von vielen auch als das Wahrzeichen Grafschafts betrachtet, da Grafschaft im Gegensatz zu den umliegenden Dörfern Sillenstede und Accum keine eigene Kirche besitzt.

„Das Dorf Grafschaft ist nun schon 1000 Jahre alt. Davon könnte der einst hohe Hügel, der am Ostrand unseres Dorfes liegt, berichten. Er würde sicherlich vom 24. Februar 1148, dem St.-Matthias-Tag, erzählen, als die Rüstringer ins Land einfielen und grausam alles niedermachten und verbrannten, was sich ihnen entgegenstellte. Die hier ansässigen Östringer wussten aber Bescheid. In einer fürchterlichen Abwehrschlacht wurden die Rüstringer schließlich vernichtend geschlagen und zum Teufel gejagt.“

Mit dem beginnenden Wirtschaftsaufschwung Ende der 1950er-Jahre zogen immer mehr Wilhelmshavener nach Grafschaft. Es entstand im Laufe der Zeit eine Siedlung mit vornehmlich Eigenheimen und Bungalows, die in der Regel auf großen Grundstücken erbaut wurden. Die expansive Entwicklung dauerte bis in die späten 1980er-Jahre an. Viele Marinesoldaten und ihre Familien fühlten und fühlen sich bis heute sehr wohl in Grafschaft. Aber auch viele „Olympianer“, also Mitarbeiter der 1991 insolvent gewordenen Olympia-Werke AG in Roffhausen, haben ihr Heim in Grafschaft errichtet.

## Wald
Grafschaft wird in Richtung Sillenstede und in Richtung Barkel von zwei größeren Waldgebieten umschlossen. In den Waldgebieten Richtung Sillenstede gibt es mehrere Seen: einige, die zum Wasserwerk gehören, und andere, die sich im Privatbesitz befinden. In den Wäldern befinden sich ehemalige Militärschutzbunker.

## Namen der Straßen
Die Peter-Grave-Straße spielt auf den Namensvater des Dorfes, die Dettmar-Coldewey-Straße auf den Heimatforscher, der u. a. Bücher über tom Brok schrieb, die Rüstringer- und die Östringer-Straße, die nach den Bewohnern der Gaue Östringen (zu dem Grafschaft einst gehörte) und Rüstringen (das benachbart ist). Des Weiteren existiert die Focko-Ukena-Straße, benannt nach dem ostfriesischen Häuptling, die Moorsumer-Straße nach den dort ansässigen Bauernhöfen, die Edo-Wiemken-Straße nach dem Häuptling, die Kniphauser-Straße, benannt nach dem Zusammenschluss der benachbarten Gemeinden, die Störtebeker-Straße nach Klaus Störtebeker, die Butjadinger-Straße nach der Nordsee-Halbinsel Butjadingen, die Ammerländer-Straße nach dem Landkreis und die Straße Am Brunnen erhielt ihren Namen durch den Brunnen, der sich dort befand und als „Wahrzeichen“ des Dorfes dient.

## Bildung
In Glarum, einer kleinen Siedlung gleich neben dem Ort Grafschaft, befindet sich die Grundschule Glarum, ein Kindergarten sowie eine kleine Turnhalle, die von der Schule zum Schulsport, dem Kindergarten und dem dort ansässigen Sportverein TuS Glarum genutzt wird. Zudem dient sie zahlreichen Veranstaltungen und Feiern der Schule. Die Grundschule Glarum besitzt zudem noch einen kleinen Sportplatz auf dem Schulhof.

## Veranstaltungen

### Brunnenfest
In Grafschaft befindet sich an der Sillensteder Straße ein Brunnen, an dem sich die steinerne Nachbildung eines Mühlsteines, auf dem die Namen der so genannten Brunnenmeister stehen. Der Brunnenmeister wird symbolisch gewählt, um die Tradition der Brunnenmeister weiter zu erhalten, die in früheren Zeiten die Reinheit des Wassers aus dem Brunnen kontrollierten. Die Brunnenmeister werden jedes Jahr vom örtlichen Brunnenverein gewählt. Der Brunnenverein „Verein der Grafschafter Brunnengemeinschaft“ organisiert aus Anlass der Wahl jedes Jahr das „Brunnenfest“, auf dem der neue Brunnenmeister und die Brunnenkönigin bekanntgegeben werden. Der Brunnenmeister selbst wird vom Brunnenverein gewählt; dieser wählt dann wiederum eine Frau aus, die Brunnenkönigin wird.
Im Rahmen des Brunnenfestes findet ein Jahrmarkt mit einigen Fahrgeschäften, wie z. B. Autoscooter oder Kettenkarussell, statt.

## Sport
In Grafschaft existiert ein Turnverein, die TuS Glarum, die in der Sporthalle der Grundschule trainiert und dort auch ansässig ist. Die TuS Glarum schloss sich mit dem Sillensteder Fußballverein TuS Sillenstede im Handballverein SG Moorsum zusammen.

## Persönlichkeiten
- Dettmar Coldewey, Heimatforscher
- Peter Hinrichs, genannt Grave (gest. 1692), Namensgeber des Dorfes, 1676 erwähnt